# Dan Dediu
Dan Dediu (Brăila, 16 marzo 1967) è un compositore, pianista e docente rumeno.
Professore universitario, tra il 2008 e il 2016 ha ricoperto la carica di rettore dell'Università nazionale di musica di Bucarest. È sposato con la musicologa prof.univ.dr. Valentina Sandu-Dediu.

## Studi
Dediu ha frequentato dal 1981 al 1985, la Scuola di musica a Bucarest e poi ha studiato composizione fino al 1989 al Conservatorio con Ştefan Niculescu e Dan Constantinescu. Ha completato la sua formazione con Francis Burt presso l'Università di Musica e Spettacolo di Vienna. Nel 1991 ha ricevuto il primo premio al Concorso internazionale di compositori George Enescu. Dal 1992 al 1995 ha conseguito il dottorato in musicologia presso l'Accademia musicale di Bucarest, dove nel 1998 è diventato professore di composizione. Inoltre, ha insegnato nel 1994 presso la Queen's University Belfast e si è laureato nello stesso anno in un corso di musica informatica presso l'IRCAM di Parigi con Tristan Murail, Philippe Manoury e Jean-Baptiste Barriere. Nel 1999 e nel 2001 è stato direttore artistico del Contemporary Music Festival di Bucarest. Con l'opera da camera "Munchausen - Signore della menzogna", ha vinto il primo premio del 4º Concorso Lirico Neukölln (UA 2002 Neukölln Oper di Berlino, Libretto: Holger Siemann, direttore: Hans-Peter Kirchberg). Nel 2005/2006 è stato titolare di una borsa di studio dell'International Künstlerhaus Villa Concordia di Bamberga.